# S.O.B.
S.O.B. (auch Sabotage Organized Barbarian) ist eine japanische Musikgruppe. Sie gehört zu den frühen Vertretern des Grindcore in Japan und hatte einen großen Einfluss auf führende Bands der Szene wie Napalm Death und Brutal Truth. Sie wird neben Loudness zu den international bekanntesten Bands der japanischen Metal- und Hardcore-Punk-Szene gezählt.

## Geschichte
Gegründet wurde S.O.B. 1983 im japanischen Osaka als Hardcore-Punk-Band. Im Jahr 1985 erschien das erste Demo Leave Me Alone. Trotz der englischen Liedtitel sind die Liedtexte weitestgehend in Japanisch verfasst. Das Debütalbum Don’t Be Swindle erschien 1987 bei Selfish Records. Zwischen S.O.B. und Shane Embury von der englischen Grindcore-Band Napalm Death fand ein reges Tape-Trading statt. Sowohl Embury als auch Napalm-Death-Schlagzeuger Mick Harris zeigten sich von S.O.B. beeindruckt und verglichen die Musik mit den US-Amerikanern Siege. Im Zuge der ersten gemeinsamen Japan-Tournee mit Napalm Death erschien 1989 eine Split-EP beider Bands. Wenig später tourte S.O.B., vermittelt durch Napalm Death, durch England. Von dieser Tour erschien 1989 eine Live-EP.
Im Oktober 1990 spielte S.O.B. in der Radiosendung von John Peel, die Aufnahmen erschienen später als EP unter dem Titel The Peel Sessions. Ebenfalls 1990 erschien das zweite Studioalbum What’s the Truth?. Nach einem Live-Album sowie weiteren EPs und Singles erschienen mit Gate of Doom (1993) und Vicious World (1994) zwei weitere Studioalben. Nach dem Suizid von Sänger Tottsuan im Jahr 1994, der sich vor einen fahrenden Zug geworfen hatte, lag die Band zunächst auf Eis. 1999 meldete sie sich mit der EP Dub Grind und Gründungsmitglied und Bassist Naoto als Sänger zurück, 2000 erschien eine Video-Kompilation unter dem Titel History of… S.O.B., die einen musikalischen Querschnitt von 1986 bis 1999 bot. Das bislang letzte Studioalbum erschien 2003 bei EMI Japan unter dem Titel Still Grind Attitude. Seitdem ist es um die Band ruhig geworden, sie gibt nur wenige Konzerte innerhalb von Japan.

## Diskografie
Alben
- 1987: Don’t Be Swindle
- 1988: No Control
- 1990: What’s the Truth
- 1993: Gate of Doom
- 1994: Vicious World
- 1995: Symphonies of Brutality
- 1999: Dub Grind
- 2003: Still Grind Attitude

EPs
- 1985: Sabotage Organized Barbarian
- 1986: Leave Me Alone
- 1986: Western Kids Omnibus 2 (Coke)
- 1989: Napalm Death/S.O.B. split 7"